# 长叶瓦莲
长叶瓦莲（学名：Rosularia alpestris），为景天科瓦莲属下的一个植物种。